# Wilhelm (Österreich)

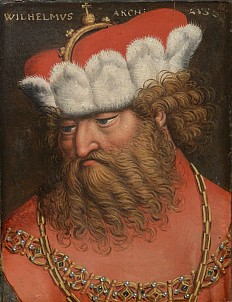
Wilhelm, Herzog von Österreich (historisierendes Gemälde um 1580)

Wilhelm, genannt der Ehrgeizige bzw. der Freundliche oder der Artige (* um 1370 in Wien; † 15. Juli 1406 ebenda) aus dem Haus Österreich bzw. Habsburg war seit 1395 Familienoberhaupt der Albertinischen und Leopoldinischen Linien seiner Familie. Seit 1386 bzw. 1395 war er außerdem Herzog von Steiermark, Kärnten und Krain und ab 1404 auch herzöglicher Regent des Herzogtums Österreich.

## Herkunft und Familie
Wilhelm war der älteste Sohn des Herzogs Leopold III. von Österreich (1351–1386) aus dessen Ehe mit Viridis Visconti (1350–1414), einer Tochter von Bernabò Visconti, dem Stadtherrn von Mailand.
Seine Verlobung mit der Königin Hedwig von Polen (1380) gilt als einer der ersten Versuche des Hauses Habsburg, Heiratspolitik in Ostmitteleuropa zu betreiben. Nach der durch polnischen Widerstand erzwungenen Auflösung seiner Verlobung bzw. verhinderten Heirat mit der kindlichen Königin Hedwig heiratete Wilhelm im Jahr 1401 deren Cousine Johanna, die Schwester von König Ladislaus von Neapel aus dem Haus Anjou, der wegen seines Anspruches auf die Krone des ungarischen Königreiches zu den Gegnern von Hedwigs Schwester Maria und dem späteren Kaiser Sigmund (als deren Ehemann, Mitregent und Nachfolger) gehörte.
Von Wilhelm sind keine Nachkommen bekannt, seine Ehe mit Johanna blieb kinderlos.

## Nachfolgeregelungen

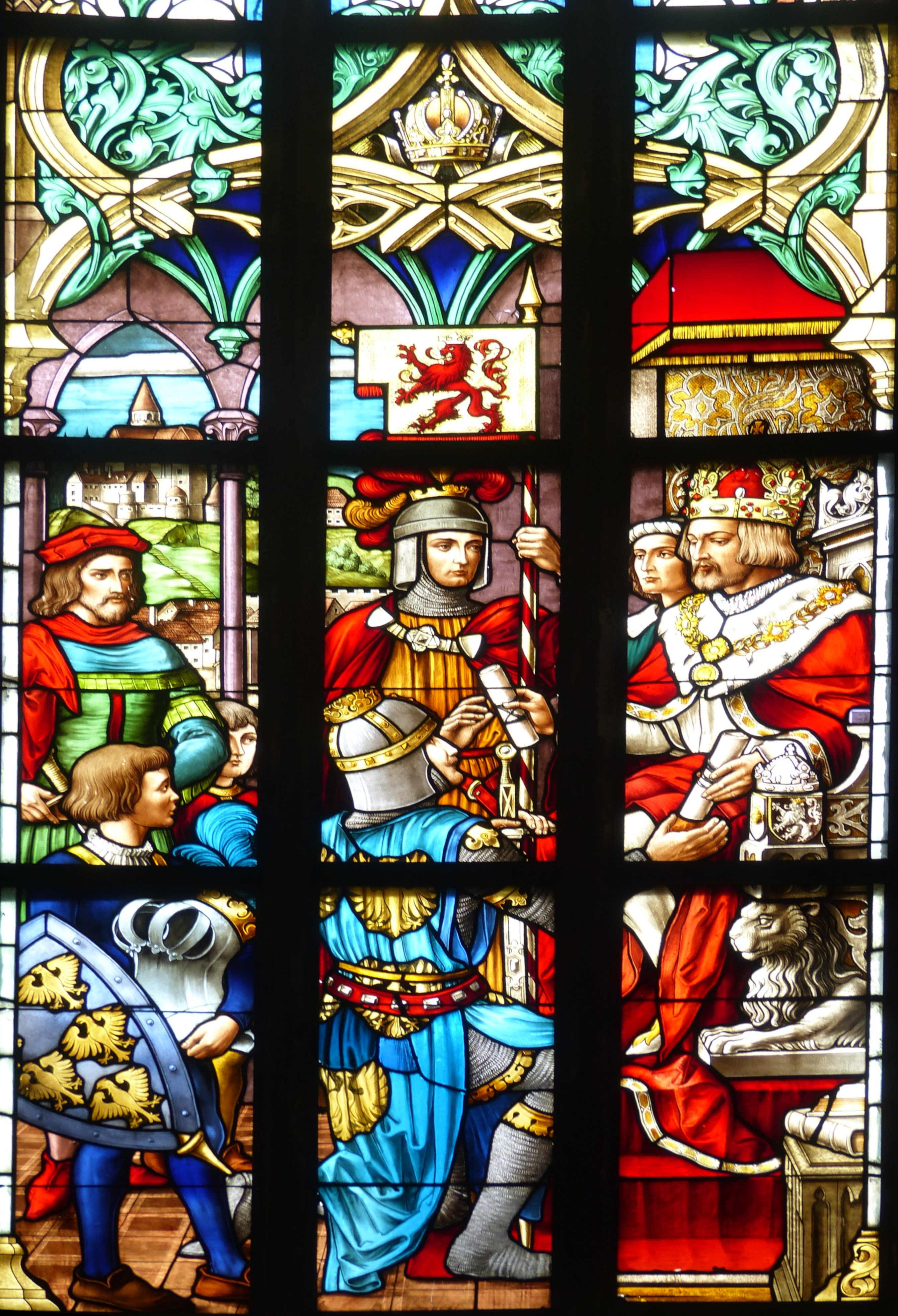
König Wenzel belehnt die Herzöge Wilhelm und Albrecht IV mit den Ländereien des verstorbenen Albrecht III (1398)

Als sein Vater im Jahr 1386 in der Schlacht bei Sempach fiel, trat Wilhelm, der zu diesem Zeitpunkt noch sehr jung, aber bereits volljährig war, als dessen ältester Sohn die Nachfolge an. Allerdings akzeptierte er mit Zustimmung der Prälaten und Landesherren nur wenig später am 10. Oktober 1386 für sich und seine Geschwister seinen Onkel Albrecht III. als Vormund, der daraufhin die zwischen ihm und seinem Bruder im Vertrag von Neuberg von 1379 vereinbarte Realteilung vorerst außer Kraft setzte und die alleinige Herrschaft über alle Herrschaften der Familie übernahm.
Nach dem Tod seines Onkels beanspruchte Wilhelm als nun mehr ältestes männliches Mitglied der Familie und somit deren Senior eine Vorrangstellung gegenüber den übrigen Familienmitgliedern, wobei er sich auf das Testament seines Onkels, der sich in diesem gegen eine neuerliche Realteilung ausgesprochen hatte und das Privilegium maius berief. Das führte zum Konflikt mit seinem Cousin Albrecht IV., der seinem Vater im Herzogtum Österreich nachgefolgt war, wobei er Unterstützung bei der Bürgerschaft der Stadt Wien, Albrecht IV. aber bei den Adeligen fand. Auf Vermittlung der österreichischen Landesstände wurde daher am 22. September 1395 der Vertrag von Hollenburg geschlossen, der eine gemeinsame Herrschaft der beiden vorsah, jeder sollte als Herr in seiner eigenen Ländergruppe und als Mitregent in der des anderen herrschen. Die Verwaltung, der Hof und der "Schatz" sollten gemeinsam geführt bzw. verwaltet werden. Als Folge dieses Vertrages regierte Wilhelm ab 1396 als Herzog in Innerösterreich die Herzogtümer (Steiermark, Kärnten und Krain sowie die Küstenlande) mit dem Hauptsitz in Graz. Seine Hauptresidenz war aber die Hofburg in Wien, wo er gemeinsam mit Albrecht IV. residierte.
Die Verwaltung der Grafschaft Tirol und der Vorderen Lande hatte Albrecht III. schon 1392 Wilhelms jüngeren Bruder Leopold IV. übertragen. Auf dessen Drängen hin wurde 1396 in Wien ein neuer Hausvertrag geschlossen, durch den Leopold IV. die völlige Gleichberechtigung in den leopoldinischen Ländern, erneut die Verwaltung von Tirol und den Vorderen Landen und eine finanzielle Kompensation zugestanden wurde. In diesem Vertrag kam es außerdem zu einer vorläufigen Regelung, die Wilhelms andere jüngere Brüder betraf. Wilhelm sollte die Versorgung für Herzog Ernst I. und Leopold IV. die für Herzog Friedrich IV. übernehmen.
Dieser Wiener Vertrag war befristet und wurde in der Folge noch dreimal verlängert. 1402 wurden Ernst I. und Friedrich IV. außerdem Mitregenten in den Herrschaftskomplexen ihrer Brüder.
Nach dem Tod von Albrecht IV. wurde Wilhelm als Senior des Hauses Österreich ab 1404 herzöglicher Regent für dessen minderjährigen Sohn Albrecht V.

## Politik unter Wilhelm
Noch im Dezember 1395 wurde mit König Wenzel ein Waffenstillstand geschlossen und in der Folge der Konflikt mit und um diesen, in den Albrecht III. mitgewirkt hatte, zu einem vorläufigen Ende gebracht. Dass es Wilhelm und den anderen Herzögen von Österreich bis zu seinem Tod nicht gelang, zu einer gemeinsamen politischen Linie zu finden, hatte eine wesentliche Schwächung der Dynastie zur Folge. Die Absetzung Wenzels als König des Heiligen Römischen Reichs im Jahr 1400 und die Wahl des Pfalzgrafen und Kurfürsten Ruprecht III. zum Gegenkönig führten ebenfalls zu einer Spaltung der Dynastie, wobei Wilhelms Positionierung in der Sekundärliteratur sehr unterschiedlich eingeschätzt wird.
Seit 1402 führte Albrecht IV. gemeinsam mit Wilhelm im Herzogtum Österreich mit Zustimmung des Adels, der Prälaten und der Städte das "Geräune", eine Art "Standrecht" ein, um den Übergriffen von Fehde führenden Adeligen und Räuberbanden Einhalt gebieten zu können, eine Folge der instabilen politischen Lage in den Nachbarländern Böhmen und Mähren. Diese Politik setzte er auch nach Albrechts Tod fort. Um ähnliche Übergriffe aus Ungarn abzuwehren, eroberte Wilhelm Neusiedl am See, wo er einen Stützpunkt einrichtete, und bestätigte zu Beginn des Jahres 1406 die österreichische Adelsgesellschaft vom Häferl mit dem Sterne, zu deren Zielen die Wahrung des Landfriedens gehörte.

## Tod und Nachfolge
Wilhelm starb bereits 1406 und fand in der Herzogsgruft des Stephansdoms zu Wien seine letzte Ruhestätte.
Damit kam es 1406, nach dem Vertrag von Neuberg von 1379 und dem Vertrag von Hollenburg 1395, zu einer neuerlichen Umverteilung des Habsburgischen Erbes, Leopold der Dicke, der zweite Bruder der Leopoldiner, Regent in Innsbruck und Graf von Tirol, wurde Vormund des jungen Neffen Albrecht und herzoglich österreichischer Regent in Wien, Ernst der Eiserne, der dritte Bruder, 1396 zu jung und 1401–1402 in Italien (Heerzug des römisch-deutschen Königs Ruprecht) gewesen und noch ohne Regentschaft, wurde Herzog in Innerösterreich, und der Jüngste, Friedrich, der mit der leeren Tasche, vorher Regent der Vorlande in Freiburg im Breisgau, nahm die Grafschaft Tirol mit dazu, wodurch sich die Verwaltungseinheit Oberösterreich ausbildete.

## Wilhelms Persönlichkeit
Eine Beschreibung zu Wilhelm in der Österreichischen Chronik von den 95 Herrschaften deutet eine einnehmende Gesamterscheinung des Herzogs an, gibt aber keine konkreten Hinweise zu seinem tatsächlichen Aussehen. Ein als authentisch einzustufendes  Porträt hat sich zudem nicht erhalten. Im Gegensatz zu seinem Brüdern wird er als ruhig und besonnen bezeichnet, das dürfte allerdings weniger ein Hinweis auf seinen tatsächlichen Charakter sein, sondern mit seiner Stellung in der Familie als ältester Sohn und späterer Senior zusammenhängen.

## Kunstmäzen und Förderer
Zusammen mit Albrecht IV. förderte er den Weiterbau der Kirche Maria am Gestade in Wien. Zwar werden mit ihm heute nur wenige Kunstwerke in Verbindung gebracht, doch lässt die Qualität der aus seinem Besitz erhaltenen wenigen Bücher vermuten, dass er, wie auch sein Onkel Albrecht III., ein Förderer der Buchkunst gewesen sein dürfte.

## Präsentation
Wilhelms kleiner Titel lautete: "Wilhalm von gotes gnaden herczog ze Österreich, ze Steyr, ze Kernden und ze Krain, graf ze Tyrol etc". In seinem großen Titel bezeichnet er sich als Herzog zu Österreich, zu Steier, zu Kärnten und zu Krain, Herr auf der Windischen Mark und zu Portenau, Graf zu Habsburg, zu Tirol, zu Pfirt und zu Kiburg, Markgraf zu Burgau und Landgraf im Elsaß. Hier bezeugte er wohl auch seine politischen Ansprüche gegenüber über seinem Cousin Albrecht IV. In den Urkunden, welche er gemeinsam mit seinen Verwandten ausstellte, wird er gewöhnlich als Senior des Hauses zuerst genannt.
In einem Lehenbrief, der am 20. Mai 1404 ausgestellt wurde, wird Wilhelm als Erzherzog bezeichnet, woraus gefolgert werden kann, dass der Erzherzogstitel damals in Verwendung war. Wilhelm selbst hat den Titel in seinen Urkunden nicht verwendet. Er ist jedoch der erste Habsburger bzw. Herzog von Österreich nach Rudolf IV., von dem eine bildnerische Darstellung mit dem Erzherzogshut erhalten ist.

## Wilhelm in Legende und Sage
Historisch eindeutig belegte Fakten sind, dass König Wenzel IV. von Böhmen 1402 tatsächlich von seinem Bruder Sigmund gefangen genommen wurde. Dieser ließ ihn nach Wien bringen, wo er Wenzel in den Gewahrsam von Herzog Albrecht IV. gab. Wenzel gelang es jedoch, am 11. November 1403 aus Wien zu flüchten. Nach seiner Rückkehr nach Böhmen übernahm er dort selbst wieder die Herrschaft. Herzog Albrecht IV. musste sich deswegen vor Sigmund persönlich rechtfertigen, wobei in der Sekundärliteratur, die offensichtlich auf Chroniken aufbaut, die Details dieser Begegnung in wesentlichen Punkten voneinander abweichen. Mal wird das als Angelegenheit zwischen Sigmund und ihm dargestellt, mal sucht Albrecht Sigmund in Begleitung des einen oder anderen Cousins auf, mal sind es alle seine Cousins (außer Wilhelm), die ihn begleiten müssen. In einigen Versionen der Legende, die sich um die Flucht Wenzels aus Wien gebildet hat, findet sich Herzog Wilhelm in der Rolle des Fluchthelfers, der die Flucht möglich macht, oder er ist zumindest der Mitwisser, der die Flucht zulässt.